# Живицький Дмитро Олексійович
Дмитро Олексійович Живицький (17 вересня 1982, Суми, Українська РСР, СРСР) — український інженер, підприємець, громадський діяч, державний управлінець, заступник Міністра інфраструктури України. Голова Сумської обласної державної адміністрації з 25 червня 2021 року по 24 січня 2023 з підписанням указу про його звільнення .

## Освіта
- 1999—2004 рр. — Сумський державний університет, інженерний факультет, спеціальність: обладнання хімічних виробництв і підприємств будівельних матеріалів, спеціалізація: машини і апарати хімічних та газо- нафтопереробних виробництв. Здобув кваліфікацію «магістр», диплом з відзнакою.

- 2004 р. — з відзнакою захистив науково-дослідну роботу на тему: «Аналіз методів утилізації парів світлих нафтопродуктів під час зберігання на нафтових базах». Розробив ежекційну установку поглинання парів бензинів при зберіганні на нафтових базах.

- 2018—2019 рр. — Національна академія державного управління при Президентові України, спеціальність: «Публічне управління та адміністрування». Здобув кваліфікацію «магістр».

## Досвід роботи
- Вересень 2001 — лютий 2002 рр. — ТОВ «Сумчанка — Тепігтар» — виробництво гофрокартону. Робочий.

- Серпень 2002 — квітень 2005 рр. — Відкрите акціонерне товариство «Суминафтопродукт». Заступник технічного директора з експлуатації та ремонту нафтобазового господарства і АЗС.

- Квітень 2005 — липень 2005 рр. — ВАТ «СМНВО ім. Фрунзе». Інженер-конструктор спеціального конструкторського бюро турбокомпресорних машин. Відділ газоперекачувальних агрегатів.

- Грудень 2005 — квітень 2016 рр. — Фізична особа-підприємець. Інженерно-технічний центр «Сучасні Технології Безпеки». Продаж, монтаж та обслуговування автоматики та технічних засобів охорони.

- Квітень 2016 — вересень 2019 рр. — Сумська обласна державна адміністрація. Заступник голови, керівник апарату. Здійснював загальне керівництво апаратом Сумської обласної державної адміністрації, комунікація з органами державної влади вищого рівня, організація робочих поїздок Президента та Прем'єр-міністра України, питання удосконалення державного управління, запобігання корупції, інформаційної політики, комунікацій з громадськістю, житлово-комунального господарства, енергозбереження, промоції та туризму, внутрішнього аудиту, агропромислового комплексу, екології та природокористування, робота паливно-енергетичного комплексу.

- Вересень 2019 — березень 2020 рр. — Міністерство розвитку громад та територій України. Перший заступник Міністра. Питання регіонального розвитку, житлово-комунального господарства, енергоефективності, управління державною власністю. Від Уряду України був національним координатором  міжнародних проєктів та проєктів МФО (Дунайська Транснаціональна Програма, Світовий Банк, Європейський Інвестиційний банк, здійснював загальне управління проєктами, відповідав за організацію, контроль та моніторинг заходів з імплементації проєктів.

- 23 вересня 2020 року призначений на посаду заступника Міністра інфраструктури України[2]. Звільнений з посади 02 червня 2021[3].

- з 25 червня 2021 по 24 січня 2023 року — голова Сумської обласної державної адміністрації. 24 січня 2023 року звільнений з посади очільника обласної державної адміністрації за угодою сторін.[4]

## Додаткове навчання, стажування, громадська діяльність
- Листопад–грудень 2006 рр. — Школа Лідерів. Варшава, Польща.

- Травень 2008 р. — Стокгольм, Швеція. Стажування у Парламенті Швеції. Вивчення взаємодії законодавчих органів Швеції з іншими органами державної влади та громадськістю.

- 2010, 2012, 2014 роки — Лугано, Швейцарія, стажування у торгово-промисловій палаті кантона Тічіно («Camera di commercio»).

- 2013 р. — Кельн, Німеччина, TUV Rheinland AkademieGmbH, програма підвищення кваліфікації управлінських кадрів федерального міністерства Економіки та технологій Німеччини (мова навчання та стажування -англійська).

- Липень–жовтень 2014 р. — Школа політичних лідерів країн східного партнерства. Київ-Варшава. Мова навчання — англійська. В рамках навчання відбувалось стажування у Парламенті та Офісі Президента Польщі, брав участь у конференції ОБСЄ.

- 2014—2016 рр. — Заступник голови ГО «Сумське об'єднання роботодавців», член ради підприємців при Сумській ОДА.

- 2015—2016 рр. — Президент ГО «Агенція міського розвитку», м. Суми. Розробка стратегії розвитку м. Суми.

- Травень–вересень 2015 р. — Києво-Могилянська бізнес школа (kmbs) — «Школа мерів», стажування у муніципалітетах польських міст: Краків, Люблін, Познань на запрошення Асоціації міст Польщі.

- Вересень 2016 р. — Київ, учасник 13 щорічної зустрічі «Ялтинська Європейська Стратегія».

- Лютий–березень 2017 р. — Києво-Могилянська бізнес школа (kmbs) — участь у проекті «DevelopUkraine», пройшов підготовку у «Школі кластерного розвитку» та LevelUp, отримав сертифікат кластерного менеджера.

## Нагороди
- Почесна грамота Кабінету Міністрів України;
- Почесна грамота Національної ради України з питань телебачення і радіомовлення;
- Почесна грамота голови Сумської обласної державної адміністрації;
- Орден Богдана Хмельницького III ступеня (6 березня 2022) — за вагомий особистий внесок у захист державного суверенітету та територіальної цілісності України, мужність і самовіддані дії, виявлені під час організації оборони населених пунктів від російських загарбників[5].